# خيران (رصد)

تعديل مصدري - تعديل

خيران هي إحدى قرى عزلة القارة بمديرية رصد التابعة لمحافظة أبين، بلغ تعداد سكانها 163 نسمة حسب تعداد اليمن لعام 2004.